# Allemagne aux Jeux olympiques d'été de 1928
L'équipe d'Allemagne olympique comptant 296 athlètes (261 hommes et 35 femmes) a remporté trente-et-une médailles (dix en or, sept en argent, quatorze en bronze) lors des Jeux olympiques d'été de 1928 à Amsterdam, se situant à la deuxième place des nations au tableau des médailles, cela malgré une absence aux Jeux olympiques depuis 1912.
L'Allemagne présente des athlètes dans 95 épreuves, représentant seize sports.

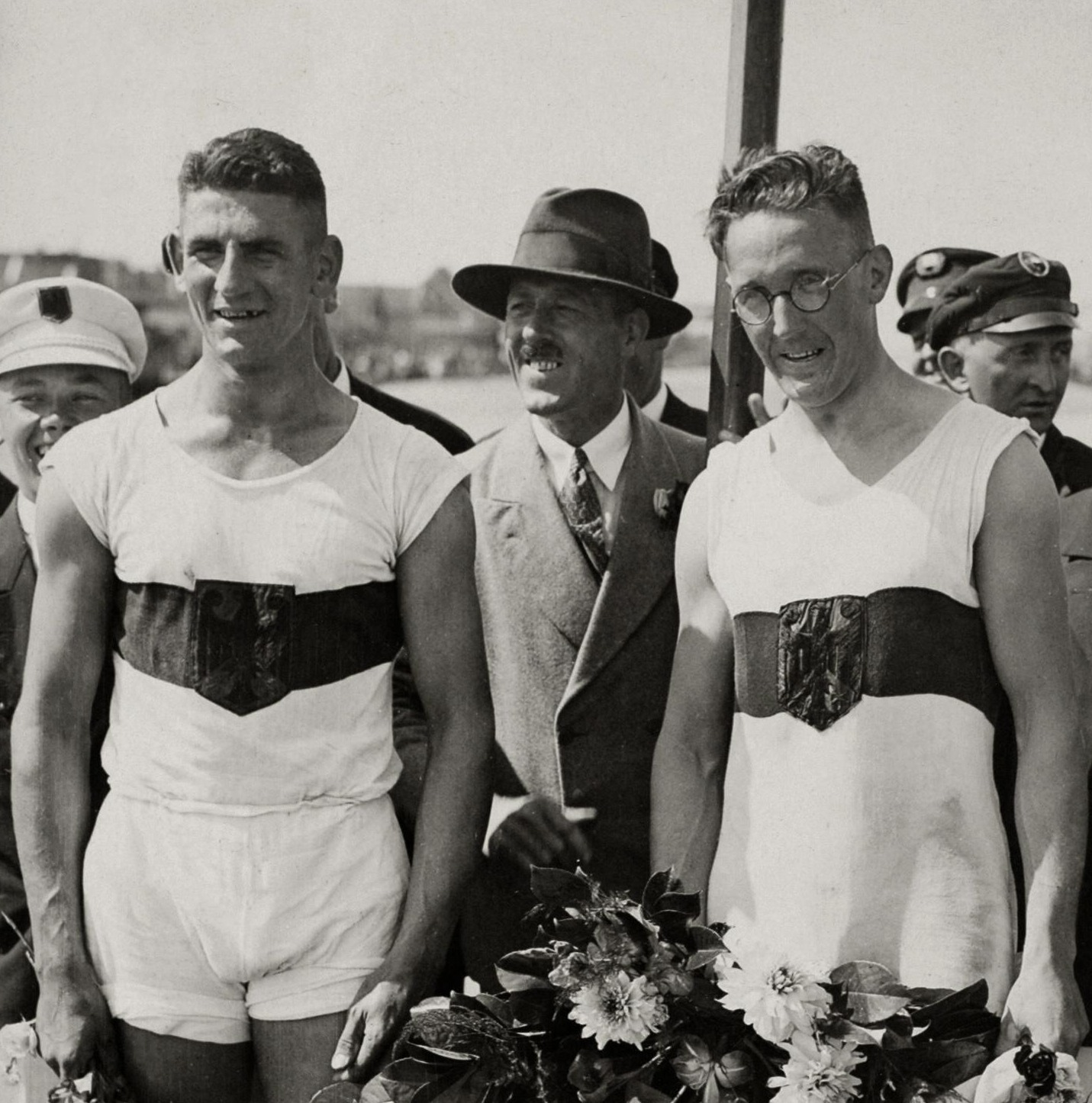
K. Moeschter and B. Müller champions olympiques en aviron (deux sans barreur).

## Liste des médaillés

### Médailles d’or
- Lina Radke — Athlétisme, 800 mètres femmes
- Carl-Friedrich von Langen — Équitation, dressage individuel
- Eugen von Lotzbeck, Hermann Linkenbach et Carl-Friedrich von Langen — Équitation, dressage en équipe
- Helene Mayer — Escrime, femmes en individuel fleuret
- Kurt Moeschter et Bruno Muller — Aviron, deux sans barreur
- Hilde Schrader — Natation, 200 mètres femmes en brasse
- Équipe homme — Water polo
- Josef Straßberger — Haltérophilie, poids-lourd
- Kurt Helbig — Haltérophilie, poids-léger
- Kurt Leucht — Lutte, lutte gréco-romaine en poids coq

### Médailles d'argent
- Georg Lammers, Richard Corts, Hubert Houben et Helmut Körnig — Athlétisme, relais 400 mètres hommes
- Otto Neumann, Harry Storz, Richard Krebs et Hermann Engelhard — Athlétisme, relais 400 mètres hommes
- Ernst Pistulla — Boxe, mi-lourds
- Erwin Casmir — Escrime, hommes en individuel fleuret Individual Foil
- Erich Rademacher — Natation, 200 mètres hommes en brasse
- Eduard Sperling — Lutte, lutte gréco-romaine en poids léger
- Adolf Rieger — Lutte, lutte gréco-romaine en mi-lourd

### Médailles de bronze
- Georg Lammers — Athlétisme, 100 mètres hommes
- Helmut Körnig — Athlétisme, 100 mètres hommes
- Joachim Büchner — Athlétisme, 400 mètres hommes
- Rosa Kellner, Helene Schmidt, Anni Holdmann et Helene Junker — Athlétisme, relais 4 × 100 mètres hommes
- Hermann Engelhard — Athlétisme, 800 mètres hommes
- Emil Hirschfeld — Athlétisme, lancer de poids homme
- Karl Köther et Hans Bernhardt — Cyclisme, tandem hommes
- Bruno Neumann — Équitation, concours complet
- Olga Oelkers — Escrime, femmes en individuel fleuret
- Équipe homme — Hockey
- Helmut Kahl — Pentathlon moderne
- Charlotte Mühe — Natation, 200 mètres hommes en brasse
- Hans Wölpert — Haltérophilie, poids plume
- Georg Gehring — Lutte, lutte gréco-romaine en poids lourd

## Sources
- (en) Allemagne aux Jeux olympiques d'été de 1928 sur olympedia.org
- (fr) Allemagne sur le site du Comité international olympique